# DirecTV
DirecTV (попередня назва Hughes Electronics Corporation) — американська компанія, що постачає послуги безпосереднього супутникового мовлення на території США, Латинської Америки та Карибів. Штаб-квартира компанії знаходиться у місті Ель-Сегундо, штат Каліфорнія.